# Global IP Solutions
Global IP Sound，又稱Global IP Solutions，簡稱GIPS，是一家总部位于美国旧金山，专门从事基于IP网络的实时语音和视频处理软件研发的高科技公司。公司於1999年在瑞典斯德哥尔摩成立，後改名為Global IP Solutions。如北电网络、Skype、腾讯QQ、WebEx、AOL、EarthLink等許多项目目前都採用该公司的產品GIPS SoundWare™。
2010年5月，Google以6820萬美元併購GIPS。2011年6月，Google釋出WebRTC。WebRTC是在瀏覽器內進行影像和音訊通信的一套开源技術。

## 外部連結
- iLBCfreeware网站（英文）
- Global IP Solutions网站 （页面存档备份，存于）（英文）